# Oriano Quilici
Oriano Quilici (ur. 29 listopada 1929 w Lukka, zm. 3 listopada 1998 w Bernie) – włoski duchowny katolicki, arcybiskup, nuncjusz apostolski.

## Życiorys
8 grudnia 1954 otrzymał święcenia kapłańskie i został inkardynowany do diecezji Sovana-Pitigliano. W 1957 rozpoczął przygotowanie do służby dyplomatycznej na Papieskiej Akademii Kościelnej.
13 listopada 1975 został mianowany przez Pawła VI nuncjuszem apostolskim w Czadzie, Republice Środkowoafrykańskiej i Kongu oraz arcybiskupem tytularnym Tabli. Sakry biskupiej udzielił mu 7 grudnia 1975 kardynał Jean-Marie Villot.
26 czerwca 1981 został przeniesiony do nuncjatury apostolskiej w Gwatemali. 11 lipca 1990 został nuncjuszem w Wenezueli.
8 lipca 1997 został nuncjuszem apostolskim w Szwajcarii, będąc jednocześnie akredytowanym w Liechtensteinie.
Zmarł 3 listopada 1998.